# Varga-Haszonits Zsuzsanna
Varga-Haszonits Zsuzsanna (Budapest, 1950. február 5. –) magyar eszperantista, egyetemi tanár.
Kutatási területe az interlingvisztika mint alkalmazott nyelvészeti tudományág elmélete és a gyakorlati nyelvi modellezése, valamint az eszperantó mint élő nyelv kontrasztív strukturális és szemantikai vizsgálata.

## Életpályája
1974-ben diplomázott az Eötvös Loránd Tudományegyetem Bölcsészettudományi Kar magyar–spanyol-eszperantó szakán. 1975–1978 között az Eötvös Loránd Tudományegyetem oktatója volt.
1982-ben az Eötvös Loránd Tudományegyetem Bölcsészettudományi Karán bölcsészdoktori képesítést szerzett. 1987-től ismét az Eötvös Loránd Tudományegyetem oktatója. 1987-től az eszperantó nyelv és irodalom egyetemi, majd főiskolai szak szervezője, vezetője (1995-től önállóan) volt, valamint a szak törzstárgyait oktatta.
Az 1990-es években az eszperantó Tudományos Diákkör vezetője volt; eszperantológiai konferenciákat szervezett, kiadványokat szerkesztett. 1993–1994 között egy középiskolában tanított. 1998-ban PhD. fokozatot szerzett nyelvtudomány szakon az Eötvös Loránd Tudományegyetem Bölcsészettudományi Karán.
2008–2009 között az Informatikai és Könyvtártudományi Intézet intézeti tanácsának tagja volt.

## Művei

### Szerkesztések
- Interlingvisztikai szöveggyűjtemény I., egyetemi jegyzet. Szerkesztette: Varga-Haszonits Zsuzsa. Budapest, ELTE, 1986.
- Memorlibro. Emlékkötet. Az eszperantológia szak harmincéves fennállása alkalmából rendezett nemzetközi ünnepi konferencia előadásainak gyűjteményes kiadása. Főszerkesztő: Gecső Tamás, szerkesztő: Varga-Haszonits Zsuzsa. Dinasztia Kiadó-ház Rt., Budapest, 1998.

### Cikkek, tanulmányok
- A naturalista irányzat az interlingvisztikában. In: Varga-Haszonits Zsuzsa (szerk): Interlingvisztikai szöveggyűjtemény I. (egyetemi jegyzet). ELTE, Budapest, 1986, 11-69.
- Az eszperantó nyelv logikája. In: Emlékkönyv Zsilka János professzor hatvanadik születésnapjára. Szerkesztette: Havas Ferenc, Horváth Katalin, Ladányi Mária. ELTE Általános Nyelvészeti Tanszék, Budapest, 1990, 257-263.
- Szinkrónia és diakrónia az eszperantóban. In: Állapot és történet - szinkrónia és diakrónia - viszonya a nyelvben. Szerkesztette: Horváth Katalin és Ladányi Mária. ELTE BTK Általános és Alkalmazott Nyelvészeti Tanszék, Budapest, 1993, 119-203.
- Az etnikus és a tervezett nyelvek tipológiájának az összehasonlítása. Elhangzott az Általános és Alkalmazott Nyelvészeti Tanszék felolvasóülésén (1997), megjelent eszperantóul. In: Varga-Haszonits Zsuzsa (szerk.): Memorlibro. (Emlékkönyv.) Dinasztia Kiadó-ház Rt., Budapest, Budapest, 1998, 116-121.
- Elemszerkezet és linearitás a mesterséges nyelvekben. In: Elemszerkezet és linearitás. A jelentés és szerkezet összefüggése. Szerkesztette: Horváth Katalin és Ladányi Mária. ELTE BTK Általános és Alkalmazott Nyelvészeti Tanszék, Budapest, 1998, 239-245.
- Vannak-e szinonimák az eszperantóban? In: Gecső Tamás (szerk.): A szinonimitásról. Segédkönyvek a nyelvészet tanulmányozásához I. Tinta Könyvkiadó, Budapest, 1998, 138-143.
- Az észtországi eszperantológia első félszáz éve. Finnugor Világ III. 3. (1998): 4-12.
- Poliszémia, homonímia és paronímia az eszperantóban. In: Gecső Tamás (szerk.): Poliszémia, homonímia. Segédkönyvek a nyelvészet tanulmányozásához II. Tinta Könyvkiadó, Budapest, 1999, 199-206.
- A jelentés kérdései az eszperantóban. In: Gecső Tamás (szerk.): Lexikális jelentés, aktuális jelentés. Segédkönyvek a nyelvészet tanulmányozásához IV. Tinta Könyvkiadó, Budapest, 2000, 271-277.
- Az eszperantó és a spanyol aktív igés szerkezetek jelentéstani egybevetése. In: Gecső Tamás (szerk.): Kontrasztív szemantikai kutatások. Tinta Könyvkiadó, Budapest, 2001, 276-286.
- Természetes nyelvi elemek a mesterséges nyelvekben. In: Gecső Tamás (szerk.): Természetes nyelvek – mesterséges nyelvek. Tinta Könyvkiadó, Budapest, 2003, 87-94.
- A kontrasztivitás szempontjai és az interlingvisztika. In: Székely Gábor (szerk.): Nyelvek és kultúrák találkozása. Nyíregyházi Főiskola, 2003, 73-77.
- Az eszperantó tabellaszavak és a logika. In: Gecső Tamás (szerk.): Variabilitás és nyelvhasználat. Tinta Könyvkiadó, Budapest, 2004, 278-285.
- Anyanyelv, idegen nyelv, interkulturalitás. Előadás az Általános és Alkalmazott Nyelvészeti Tanszék konferenciáján. 15 o. In: Emlékkönyv Jónás Frigyes 60. születésnapjára. Szerkesztette: Balázs Géza és Gecső Tamás. ELTE BTK Általános és Alkalmazott Nyelvészeti Tanszék, 2004.
- Az eszperantó helye a világ nyelvei között. In: A világ nyelvei és a nyelvek világa. Szerk. Klaudy Kinga és Dobos Csilla. MANYE - Miskolci Egyetem, Pécs-Miskolc 2006, 544-548.
- Nyelvtervezés, nyelvi lelemény, kompetencia. In: Gecső Tamás (szerk.): Nyelvi kompetencia – kommunikatív kompetencia. Tinta Könyvkiadó, Budapest, 2006, 393-401.
- Az eszperantó mint élő nyelv. In: Gecső Tamás - Sárdi Csilla (szerk.): A kommunikáció nyelvészeti aspektusai. Segédkönyvek a nyelvészet tanulmányozásához 99. Kodolányi János Főiskola, Székesfehérvár - Tinta Könyvkiadó, Budapest, 2009, 284-287.

### Egyéb publikációk
- Főmunkatársként a P betű feldolgozása a Magyar-eszperantó kéziszótár számára (MESZ, 1996)
- Főmunkatársként írt és szerkesztett cikkek a Világirodalmi lexikonba az eszperantó irodalom témakörében, a 10. kötettől a 19. kötetig (Akadémiai Kiadó, Budapest, 1993-1998)
- Szócikkek a Magyar Nagylexikonba a mesterséges nyelvek, az interlingvisztika és az eszperantó kultúra témaköreiben, az 1. kötettől a 8. kötetig (Budapest, Akadémiai Kiadó, 1993-1998)
- Szócikkek az eszperantó és a mesterséges nyelvek témaköreiben. In: Fodor István (főszerk.): A világ nyelvei (Budapest, Akadémiai Kiadó, 1999)

### Kéziratok
- Bevezetés az eszperantológiába (eszperantóul), jegyzetpótló kézirat. 50 o. Budapest, 1990.
- A nyelvi leírás elmélete a mesterséges nyelvekben. Elhangzott az Általános és Alkalmazott Nyelvészeti Tanszék felolvasó ülésén (1999). Kézirat. Budapest, 1999. (8 o.)
- A nyelvi leírás elméletének érvényesülése az eszperantó elemzésében. Előadás a IX. Magyar Alkalmazott Nyelvészeti Konferencián. Kézirat, 1999. (10 o.)
- Magyarok és nyelvtervezés. Előadás az Általános és Alkalmazott Nyelvészeti Tanszék „Nyelvtervezés és nyelvvédelem a Kárpát-medencében” c. konferenciáján. Kézirat, 1999. (20 o.)
- Eszperantó és interlingvisztika. Előadás a X. Magyar Alkalmazott Nyelvészeti Konferencián. Kézirat, 2000. (10 o.)
- Nyelvtervezés és kontrasztivitás. Előadás a XI. Magyar Alkalmazott Nyelvészeti Konferencián. Kézirat, 2001. (10 o.)
- Jelentésellentétek morfológiai manifesztációja az eszperantóban. Előadás az Általános és Alkalmazott Nyelvészeti Tanszék konferenciáján. Kézirat, 2002. (8 o.)
- Az eszperantó nyelv logikája. Előadás a XIII. Magyar Alkalmazott Nyelvészeti Konferencián. Kézirat, 2003. (10 o.)
- Szóelem, elemszerkezet és szószerkezet az eszperantóban. Előadás az Általános és Alkalmazott Nyelvészeti Tanszék konferenciáján. Kézirat, 2003. (8 o.)
- Az „Interkulturális tanulmányok” mint alkalmazott nyelvészeti egyetemi tantárgy az ELTE-n. Előadás a XIV. Magyar Alkalmazott Nyelvészeti Konferencián. Kézirat, 2004. (10 o.)
- Morfémák, morféma-kapcsolódások az eszperantóban: szavak? Előadás az Általános és Alkalmazott Nyelvészeti Tanszék konferenciáján. Kézirat, 2004. (8 o.)
- Szemantikai elemzések az eszperantóban – Zsilka János nyomán. Előadás az Általános és Alkalmazott Nyelvészeti Tanszék tudományos emlékkonferenciáján. Kézirat, 2005. (10 o.)

### Disszertációk
- A naturalista irányzat az interlingvisztikában. Bölcsészdoktori disszertáció (ELTE BTK, Budapest, 1982. Kézirat. (131 o.))